# トード・ザ・ウェット・スプロケット
トード・ザ・ウェット・スプロケット(Toad the Wet Sprocket)は、アメリカのロックバンド。1986年にサンタバーバラで結成。

## 略歴
1986年に結成され、1988年にアルバム『ブレッド・アンド・サーカス』を自主レーベルAbe's Recordsよりリリースしデビュー。新アルバム制作中にコロムビア・レコードと契約し、1990年1月に2ndアルバム『PALE〜幻影〜』をリリース。アルバム収録のシングルがカレッジ・ラジオで頻繁に取り上げられ、バンドは知名度を高める。
1991年8月リリースの3rdアルバム『FEAR〜畏怖 (おそれ)〜』でバンドは初の成功を収める。アルバムはビルボードで49位、シングル「All I Want」「Walk on the Ocean」は20位以内をマーク。アルバムはプラチナディスクを獲得した。1994年6月リリースの4枚目のアルバム『ドルシネア』はビルボード34位、シングル「Fall Down」はオルタナティヴ・ソングスで1位を記録した。前作同様プラチナ・ディスクを獲得。翌1995年10月にはB面曲やレアヴァージョンを収録したコンピレーション・アルバム、『イン・ライト・シロップ』をリリース。1997年5月に5枚目のアルバム『コイル』をリリースし、ビルボード19位を記録。バンドは翌1998年6月に解散した。解散の翌年である1999年にベスト・アルバム『P.S. (追伸)』がリリースされた。
解散後もメンバーはライヴでの共演や作曲を行い、2002年に一時的に再結成した。2006年にも全米ツアーのため再結成。2013年6月に16年ぶり6枚目のアルバム『New Constellation』をリリース。

## メンバー
- グレン・フィリップス（Glen Phillips） - ボーカル、リズムギター、キーボード
- トッド・ニコルズ（Todd Nichols） - リードギター、コーラス
- ディーン・ディニング（Dean Dinning） - ベース、キーボード、コーラス
- ランディ・ガス（Randy Guss） - ドラムス、パーカッション

## 作品

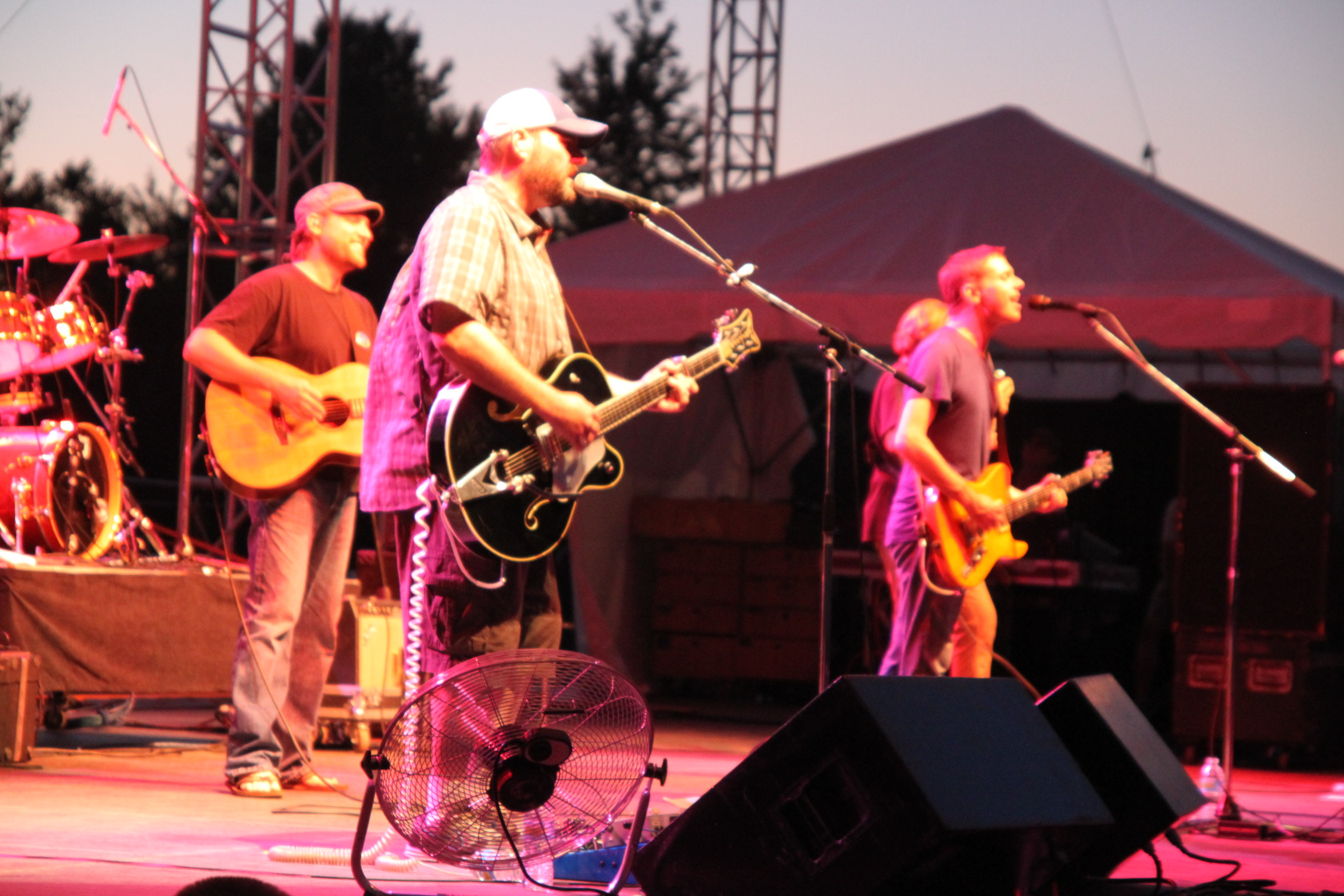
2011年7月のライヴより

### スタジオ・アルバム
- ブレッド・アンド・サーカス - Bread & Circus （1988年）
- PALE〜幻影〜 - Pale （1990年）
- FEAR〜畏怖 (おそれ)〜 - fear （1991年）
- ドルシネア - Dulcinea （1994年）
- コイル - Coil （1997年）
- New Constellation （2013年）

### コンピレーション・アルバム
- イン・ライト・シロップ - In Light Syrup （1995年）
- P.S. (追伸) - P.S. (A Toad Retrospective) （1999年）

### ライヴ・アルバム／EP
- Five Live （1992年）
- Acoustic Dance Party （1994年）
- Welcome Home: Live at the Arlington Theatre, Santa Barbara 1992 （2004年）
- In the Round at Revolver （2013年）
- Live in the West （2013年）

### シングル
- "One Little Girl" （1989年）
- "Come Back Down" （1990年）
- "Jam" （1990年）
- "Is It for Me" （1992年）
- "All I Want" （1992年）
- "Hold Her Down" （1992年）
- "Walk on the Ocean" （1992年）
- "I Will Not Take These Things for Granted" （1993年）
- "Fall Down" （1994年）
- "Something's Always Wrong" （1994年）
- "Fly from Heaven" （1995年）
- "Stupid" （1995年）
- "Good Intentions" （1995年）
- "Come Down" （1997年）
- "Whatever I Fear" （1997年）
- "Crazy Life" （1997年）
- "P.S." （1999年）
- "New Constellation" （2013年）
- "The Moment" （2014年）
- "California Wasted" （2014年）

### ビデオ
- Seven Songs Seldom Seen （1992年）